# Кабанюк Владислав Степанович
Владислав Степанович Кабанюк (нар. 24 травня 1993, Ворзель, Ірпінь, Київська область Україна) — український футболіст, нападник клубу «Рубікон».

## Клубна кар'єра
Вихованець школи київського футбольного клубу Зірка-Київ (під керівництвом Топчія Олександра Юрійовича).
З квітня 2011 року грав за київську команду «Моноліт».
З сезону 2012/13  Владислав грав за команду Київської області ФК «Рубін» с. Пісківка.
Закріпився у складі команди «Діназ» м. Вишгород від початку весняної частини сезону 2013/14, коли почав регулярно виходити у стартовому складі, відзначатися забитими голами, а також високою технікою володіння м'ячем.
У сезоні 2014 декілька місяців грав за команду «Родіна» Київ.
У сезоні 2014/15 переїхав до Польщі, почав грати за «Партизан» Радошице, забив 8 голів.
У сезоні 2015/16 грав за «Спартакус» Далєшице, забив 4 голів.
У сезоні 2015/16 приєднався до київського «Арсеналу».
Сезон 2016/17 почав грати за краматорський «Авангард». Потім грав за ФК «Суми».
Влітку 2017 року перейшов в клуб «Балкани» із села Зоря Саратського району Одеської області. За версією видання «SportArena» став джокером 3-го туру Професійна футбольна ліга.
Потім став гравцем клубу «Калуш».
З 2021 року став гравцем футбольного клубу Рубікон.